# لودویگستال (لیندبرگ)
لودویگستال (به آلمانی: Ludwigsthal) یک منطقهٔ مسکونی در آلمان است که در لیندبرگ (آلمان) واقع شده‌است. لودویگستال ۶۱۱ متر بالاتر از سطح دریا واقع شده‌است.